# 陈楚生综艺列表
本條目列舉中國男歌手陳楚生參與的綜藝節目。

### 常駐綜藝
| 首播日期 | 首播日期              | 播出平台                                         | 節目名稱              | 備註                          |
| 2007年   | 3月1日-7月20日        | 湖南衛視                                         | 《2007快樂男聲》      | 總決賽冠軍                    |
| 2013年   | 4月7日-6月14日        | 江蘇衛視                                         | 《星跳水立方》        | 總決賽季軍                    |
| 2013年   | 12月22日-2014年3月2日 | 深圳衛視                                         | 《中國音超》          | 獲得男子組銀獎                |
| 2015年   | 10月23日-12月4日      | 安徽衛視 騰訊視頻                                | 《你好，菜鸟》        | 獲得首站“最佳菜鸟”称号        |
| 2019年   | 3月22日-4月5日        | 湖南衛視                                         | 《歌手2019》          | 踢館選手                      |
| 2020年   | 5月28日-8月13日       | 優酷視頻                                         | 《我們的船說》        |                               |
| 2021年   | 5月21日-7月16日       | 湖南衛視                                         | 《誰是寶藏歌手》      | 第5期開始，以補位選手身份參賽 |
| 2021年   | 11月20日-2022年2月5日 | 東方衛視                                         | 《追光吧！》          | 總決賽排名第11位              |
| 2022年   | 4月8日-4月15日        | 芒果TV                                           | 《歡迎來到蘑菇屋》    |                               |
| 2022年   | 7月5日-8月23日        | 東南衛視 芒果TV                                  | 《快樂再出發》        |                               |
| 2022年   | 10月28日-10月30日     | 芒果TV                                           | 《快樂回來啦》        |                               |
| 2022年   | 11月19日-12月17日     | 騰訊視頻                                         | 《來看我們的演唱會》  | 獲得最熱血好友團              |
| 2022年   | 12月15日-2023年3月2日 | 芒果TV                                           | 《快樂再出發第二季》  |                               |
| 2023年   | 5月9日-7月11日        | 江蘇衛視                                         | 《來活了兄弟》        |                               |
| 2023年   | 8月25日-11月10日      | 芒果TV                                           | 《披荊斬棘第三季》    | 第1名+X-Leader                |
| 2023年   | 9月22日-10月1日       | 抖音                                             | 《出发吧！闪光的你》  |                               |
| 2023年   | 11月9日-2024年2月9日  | 芒果TV                                           | 《快樂老友記》        |                               |
| 2023年   | 12月2日-2024年2月17日 | 湖南衛視 芒果TV 無綫電視J2                       | 《聲生不息·家年華》   |                               |
| 2024年   | 4月26日-7月14日       | 浙江衛視 Z视介                                   | 《天赐的声音5》       | 常駐音樂合夥人                |
| 2024年   | 5月31日-8月23日       | 芒果TV                                           | 《快樂老友記2》       |                               |
| 2025年   | 1月3日-3月28日        | 湖南衛視 芒果TV                                  | 《快乐再出发·山海季》 |                               |
| 2025年   | 5月16日-8月8日        | 湖南衛視 芒果TV 马来西亚Astro QJ 新加坡HUB都会台 | 《歌手2025》          | 首发歌手 《歌手2025》歌王     |

### 飛行綜藝
| 首播日期 | 首播日期 | 節目名稱                    | 播出平台                           |
| 2007年   | 8月11日  | 《快乐大本营》              | 湖南卫视                           |
| 2007年   | 10月19日 | 《同一首歌》                | CCTV综艺频道                       |
| 2007年   | 11月16日 | 《同一首歌》                | CCTV综艺频道                       |
| 2007年   | 11月30日 | 《同一首歌》                | CCTV综艺频道                       |
| 2007年   | 12月23日 | 《非常静距离》              | 安徽卫视                           |
| 2007年   | 12月28日 | 《鲁豫有约》                | 安徽卫视                           |
| 2008年   | 5月2日   | 《同一首歌》                | CCTV综艺频道                       |
| 2008年   | 6月14日  | 《快乐大本营》              | 湖南卫视                           |
| 2008年   | 8月2日   | 《同一首歌》                | CCTV综艺频道                       |
| 2009年   | 7月29日  | 《非常静距离》              | 安徽卫视                           |
| 2009年   | 12月21日 | 《鲁豫有约》                | 安徽卫视                           |
| 2010年   | 1月11日  | 《鲁豫有约》                | 安徽卫视                           |
| 2010年   | 8月26日  | 《鲁豫有约》                | 安徽卫视                           |
| 2011年   | 12月14日 | 《今夜有戏》                | 天津卫视                           |
| 2012年   | 3月7日   | 《非常静距离》              | 安徽卫视                           |
| 2012年   | 3月25日  | 《中国爱·大歌会》           | 四川卫视                           |
| 2012年   | 4月22日  | 《音乐人生》                | CCTV音乐频道                       |
| 2013年   | 2月8日   | 《年代秀》                  | 深圳卫视                           |
| 2013年   | 7月30日  | 《光荣绽放》                | 北京卫视                           |
| 2013年   | 8月2日   | 《天天向上》                | 湖南卫视                           |
| 2013年   | 8月3日   | 《最佳现场》                | 北京卫视                           |
| 2013年   | 8月4日   | 《今晚80后脱口秀》          | 东方卫视                           |
| 2013年   | 8月26日  | 《我不是明星》              | 浙江卫视                           |
| 2014年   | 3月1日   | 《不朽之名曲》              | 東方卫视                           |
| 2014年   | 8月29日  | 《隐秘而伟大》              | 搜狐视频                           |
| 2014年   | 9月12日  | 《优酷全明星》              | 优酷视频                           |
| 2014年   | 9月14日  | 《星月私房话》              | 乐视网                             |
| 2015年   | 5月4日   | 《纲到你身边》              | 湖北卫视                           |
| 2016年   | 8月21日  | 《说出我世界》              | 江蘇衛視                           |
| 2016年   | 10月28日 | 《天天向上》                | 湖南卫视                           |
| 2017年   | 5月21日  | 《超强音浪》                | 山东卫视                           |
| 2017年   | 9月24日  | 《蒙面唱將猜猜猜》          | 江蘇衛視                           |
| 2018年   | 8月10日  | 《金曲捞之挑战主打歌》      | 江苏卫视                           |
| 2019年   | 7月29日  | 《合唱吧！300》             | 腾讯视频                           |
| 2019年   | 9月1日   | 《合唱吧！300》             | 腾讯视频                           |
| 2019年   | 9月8日   | 《合唱吧！300》             | 腾讯视频                           |
| 2019年   | 12月28日 | 《吐槽大會》                | 騰訊視頻                           |
| 2020年   | 4月12日  | 《天赐的声音》              | 浙江卫视                           |
| 2020年   | 5月6日   | 《见面吧！电台》            | QQ音乐                             |
| 2020年   | 7月25日  | 《全球中文音乐榜上榜》      | CCTV音乐频道                       |
| 2020年   | 12月12日 | 《我就是演员》              | 浙江卫视                           |
| 2021年   | 2月6日   | 《我就是演员》              | 浙江卫视                           |
| 2021年   | 6月11日  | 《追星星的人》              | 浙江卫视                           |
| 2022年   | 5月14日  | 《经典咏流传》              | CCTV综合频道                       |
| 2022年   | 5月28日  | 《你好星期六》              | 湖南卫视                           |
| 2022年   | 8月20日  | 《你好星期六》              | 湖南卫视                           |
| 2022年   | 9月15日  | 《天天向上》                | 湖南卫视                           |
| 2022年   | 9月22日  | 《天天向上》                | 湖南卫视                           |
| 2022年   | 10月27日 | 《密室大逃脱4·0713体验版》  | 芒果TV                             |
| 2022年   | 11月3日  | 《密室大逃脱4·0713体验版》  | 芒果TV                             |
| 2022年   | 11月22日 | 《阿拉丁神灯》              | 腾讯视频                           |
| 2022年   | 11月25日 | 《朝陽打歌中心》            | 優酷                               |
| 2022年   | 11月26日 | 《阿拉丁神灯》              | 腾讯视频                           |
| 2022年   | 11月28日 | 《阿拉丁神灯》              | 腾讯视频                           |
| 2022年   | 12月9日  | 《朝陽打歌中心》            | 優酷                               |
| 2022年   | 12月11日 | 《围炉音乐会》              | 四川卫视                           |
| 2023年   | 1月27日  | 《今晚開放麥》              | 東方卫视                           |
| 2023年   | 2月23日  | 《设计理想家第2季》         | 芒果TV                             |
| 2023年   | 3月10日  | 《我想和你唱》              | 湖南卫视                           |
| 2023年   | 3月24日  | 《17号音乐仓库》            | 浙江卫视                           |
| 2023年   | 3月31日  | 《17号音乐仓库》            | 浙江卫视                           |
| 2023年   | 4月29日  | 《種地吧》                  | 愛奇藝                             |
| 2023年   | 3月12日  | 《今晚開放麥》              | 東方卫视                           |
| 2023年   | 6月18日  | 《经典咏流传》              | CCTV综合频道                       |
| 2023年   | 8月6日   | 《开播！情景喜剧》          | 東方卫视                           |
| 2023年   | 8月20日  | 《开播！情景喜剧》          | 東方卫视                           |
| 2023年   | 10月11日 | 《密室大逃脱·IP对撞季》     | 芒果TV                             |
| 2023年   | 10月18日 | 《密室大逃脱·IP对撞季》     | 芒果TV                             |
| 2024年   | 2月16日  | 《全员加速中》              | 湖南衛視 芒果TV                    |
| 2024年   | 5月16日  | 《很高兴认识你》            | 抖音                               |
| 2024年   | 7月26日  | 《歌手2024》                | 湖南衛視 芒果TV Astro QJ HUB都会台 |
| 2024年   | 7月26日  | 《披荊斬棘 超前集結體驗篇》 | 芒果TV                             |
| 2024年   | 8月2日   | 《披荊斬棘 超前集結體驗篇》 | 芒果TV                             |
| 2024年   | 9月1日   | 《我们的歌第六季》          | 东方卫视 百视TV nowJelli紫金国际台 |
| 2024年   | 9月8日   | 《我们的歌第六季》          | 东方卫视 百视TV nowJelli紫金国际台 |
| 2024年   | 9月29日  | 《我们的歌第六季》          | 东方卫视 百视TV nowJelli紫金国际台 |
| 2024年   | 9月20日  | 《披荊斬棘第四季》          | 芒果TV                             |
| 2024年   | 9月27日  | 《披荊斬棘第四季》          | 芒果TV                             |
| 2024年   | 9月28日  | 《披荊斬棘第四季》          | 芒果TV                             |
| 2024年   | 10月11日 | 《有歌2024》                | 浙江衛視 Z视介 腾讯视频            |
| 2024年   | 11月19日 | 《很高兴认识你音乐会》      | 抖音                               |
| 2025年   | 7月20日  | 《背后》                    | 湖南衛視 芒果TV                    |

### 陳楚生 2007快樂男聲比賽歷程
| 日期    | 比賽場次           | 演唱曲目                                                                | 原唱歌手                          | 晉級票數 |
| 4月22日 | 海选               | 一夜 姑娘                                                               | 原创 腾格尔                       |          |
| 5月6日  | 西安唱区50进10     | 旋木 姑娘                                                               | 王菲 腾格尔                       |          |
| 5月13日 | 西安唱区           | 有没有人告诉你 里约热内卢 想念                                          | 原创 杨坤 齐秦                    | 53713    |
| 5月18日 | 48小时突围赛第一场 | 星空                                                                    | 许巍                              |          |
| 5月19日 | 48小时突围赛第二场 | 寻找 遇见                                                               | 原创 孙燕姿                       | 96556    |
| 5月25日 | 全国总决赛13-11    | 青春                                                                    | 汪峰                              | 129851   |
| 6月1日  | 全国总决赛11-9     | 橄榄树                                                                  | 齐豫                              | 87184    |
| 6月9日  | 全国总决赛9-7      | 一夜 原来的我                                                           | 原创 齐秦                         | 260624   |
| 6月15日 | 全国总决赛7-6      | 爱情缩影                                                                | 伍思凯                            | 245407   |
| 6月22日 | 全国总决赛6-5      | 星星索 原创串烧：有没有人告诉你+思念母亲                                | 印尼民歌 原创                     | 410735   |
| 6月29日 | 全国总决赛5-4      | 故乡 我真的受伤了                                                       | 许巍 张学友，王菀之               | 678637   |
| 7月6日  | 全国总决赛4-3      | 酒醉的探戈 一帘幽梦 她们                                                | 原创                              | 778272   |
| 7月13日 | 全国总决赛3-2      | 喀秋莎+白桦林 旋木 坦白 sophia                                          | 俄罗斯民歌+朴树 王菲 袁惟仁 齐秦  | 1360224  |
| 7月20日 | 终极决战           | 棋子 外面的世界+悬崖 我要我们在一起 再回首 千万次的问 爸爸的草鞋 忘不了 | 王菲 齐秦 范晓萱 姜育恒 刘欢 陶喆 | 3318550  |

## 外部連結
- 陈楚生综艺列表的新浪微博
- 陈楚生官方博客 （页面存档备份，存于）
- 陈楚生工作室官方博客 （页面存档备份，存于）
- 陈楚生bilibili官方账户 （页面存档备份，存于）
- 陈楚生豆瓣電影簡介 （页面存档备份，存于）
- 陈楚生QQ音乐百科 （页面存档备份，存于）